# Celia Sánchez
Celia Sánchez Manduley (Média Luna, Oriente 9 de maio de 1920 – 11 de janeiro de 1980) foi uma revolucionária, política, pesquisadora e arquivista cubana. Ela foi um uma figura importante da Revolução Cubana e colaboradora próxima de Fidel Castro.
Ela foi a primeira mulher a servir como soldado de combate no Exército Rebelde e uma promotora da criação do pelotão feminino conhecido como "Las Marianas", em 1957, batizado em homenagem a Mariana Grajales. Em 1962, foi nomeada Secretária da Presidência do Conselho de Ministros de Cuba.

## Biografia

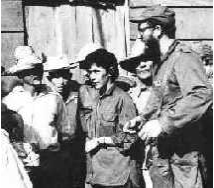
Sánchez com Fidel Castro

Célia Sánchez nasceu em Oriente, Cuba, mas mudou-se para Pilón ainda jovem. Seu pai era médico, Dr. Manuel Sánchez, e ela cresceu em relativa prosperidade. Sua mãe, Acacia, morreu no início de sua infância, deixando oito filhos. Apesar de ter tido uma boa educação, ela nunca frequentou a universidade. Após o colégio, Célia ajudou seu pai até o período em que começou a se concentrar na Revolução Cubana, ao lado de Fidel Castro. Trabalhar para seu pai foi fundamental no seu papel na Revolução, graças às conexões dele como médico, Célia teve uma posição privilegiada para se tornar um membro discreto do Movimento 26 de Julho.

### Revolução cubana
A Revolução Cubana foi um movimento político popular organizado, liderado por Fidel Castro, para derrubar o ditador Fulgencio Batista. A ajuda de Célia, assim como a do argentino Che Guevara, foram fundamentais para a queda de Fulgencio. Ela foi uma das fundadoras da Revolução e considerada uma heroína que mais tarde continuaria a servir como Secretária da Presidência do Conselho de Ministros e do Departamento de Serviços do Conselho de Estado.
No início, ela começou como corredora de armas, mas depois começou a trabalhar como combatente na Revolução Cubana. Célia foi considerada a 'primeira mulher guerrilheira da Sierra Maestra', já que foi a primeira mulher na revolução a disparar uma arma. Com seu árduo trabalho dentro do movimento, ela se tornou também a primeira mulher a se juntar à guerrilha e depois a primeira a se tornar parte do Estado-maior do exército rebelde. Ela organizou e planejou o desembarque do Granma, além de fornecer reforços ao exército. Célia Sanchez trabalhou ao lado de Frank Pais e Haydee Santamaria e foi uma das primeiras mulheres a montar um esquadrão de combate durante a revolução. Ela tomou as providências necessárias em toda a região da costa sudoeste de Cuba para o desembarque do Granma e foi responsável por organizar os reforços assim que os revolucionários desembarcassem. :682
Em 1957, ela se tornou a primeira mulher a ingressar no exército guerrilheiro e serviu como mensageira. Celia colocou pequenos telegramas dentro de uma flor chamada borboletinha, para que as mensagens permanecessem em segredo. Como membro do Estado-maior do Exército Rebelde, ela fornecia armas a Che Guevara e outros rebeldes, ocasionalmente alimentos e suprimentos médicos.

### Anos pós-revolução
Durante meados dos anos 1960, René Vallejo, médico de Castro desde 1958, e Sanchez se tornaram os dois companheiros mais próximos do líder cubano. Sánchez foi agraciada com o título de Secretária da Presidência do Conselho de Ministros e atuou no Departamento de Serviços do Conselho de Estado até sua morte de câncer de pulmão em 1980.
Sánchez arquivou muitos documentos, cartas e notas da revolução, levando à criação em 1964 da Oficina de Asuntos Históricos del Consejo de Estado, uma instituição para a preservação de documentos históricos. Os documentos históricos da instituição incluem entrevistas com militares que lutaram na guerrilha, além de cartas, escritos e fotos. Essas coleções de fontes primárias serviram como arquivo oficial do país sobre a Revolução Cubana. Pelo povo cubano, o arquivo ficou conhecido como el fondo de Celia .

### Morte
Celia Sánchez morreu de câncer de pulmão em 11 de janeiro de 1980, durante um período de agitação política e econômica, mas seu legado está embutido na identidade nacional cubana.

## Legado

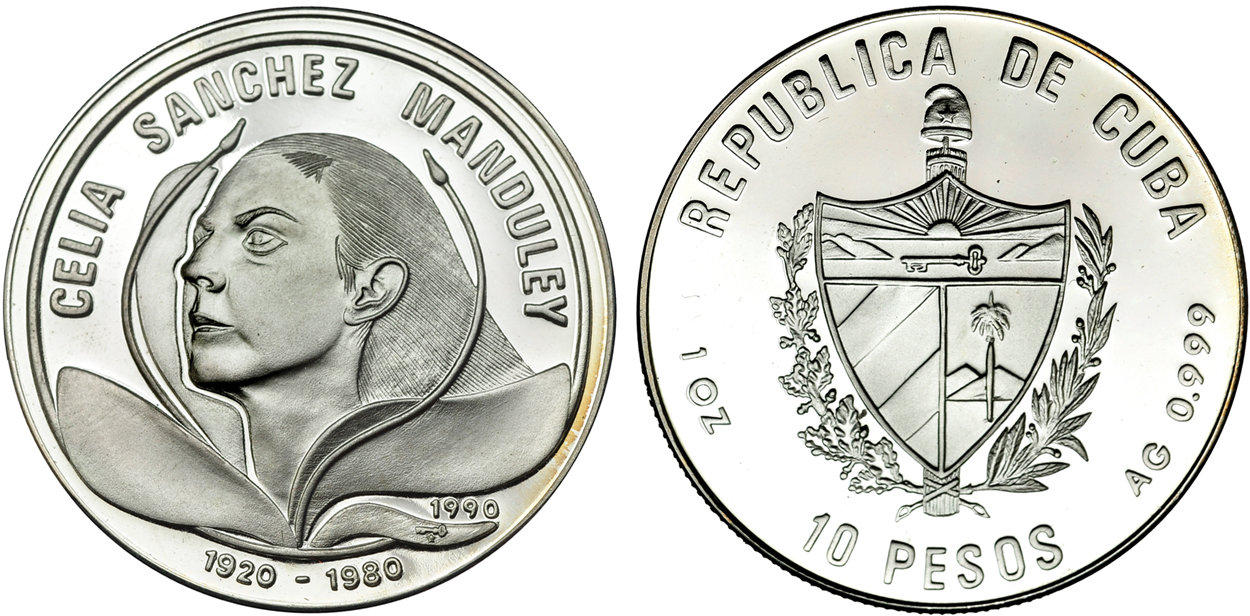
Moeda Celia Sánchez de 10 pesos, criada 10 anos após sua morte, em 1990.

Em Cuba, Célia Sánchez é celebrada devido ao seu papel crucial na história do país, e seu nome foi dado a diversas escolas, hospitais e centros comunitários, de Cuba ao Zimbábue. Em Manzanillo, costuma-se usar o altar da Virgem da Caridad del Cobra como altar de casamento, para homenageá-la, significando a dedicação de Celia Sánchez à Revolução Cubana. O monumento é como se Celia Sánchez estivesse com um vestido, rígido e enorme, como o vestido de joias usado pela Virgem Caridad .
Além disso, um memorial e um mausoléu foram construídos em sua homenagem Parque Lenin em Havana. Desde novembro de  2014, os restos mortais de Celia Sanchez estão enterrados no Cemitério Colon. O Memorial Celia Sánchez em Manzanillo também homenageia seu nome, e seu rosto aparece na marca d'água em notas de peso cubano. Diversas variedades de cédulas cubanas retratam Celia Sanchez como um elemento de segurança de marca d'água.